# Şermet Permanow
Şermet Saýdullaýewiç Permanow (ur. 6 czerwca 1991) – turkmeński zapaśnik walczący w stylu klasycznym. Siódmy na mistrzostwach świata w 2014. Brązowy medalista igrzysk azjatyckich w 2014 i piąty w 2018. Brązowy medalista mistrzostw Azji w 2018, a także igrzysk Solidarności Islamskiej w 2017. Dwudziesty na Uniwersjadzie w 2013, jako zawodnik National Institute of Sports and Tourism of Turkmenistan w Aszchabadzie.